# Pimpla dravida
Pimpla dravida là một loài tò vò trong họ Ichneumonidae.